# Gadambo (Saé Saboua)
Gadambo (auch: Gadambou, Gadanbou, Guidan Bori) ist ein Dorf in der Landgemeinde Saé Saboua in Niger.

## Geographie

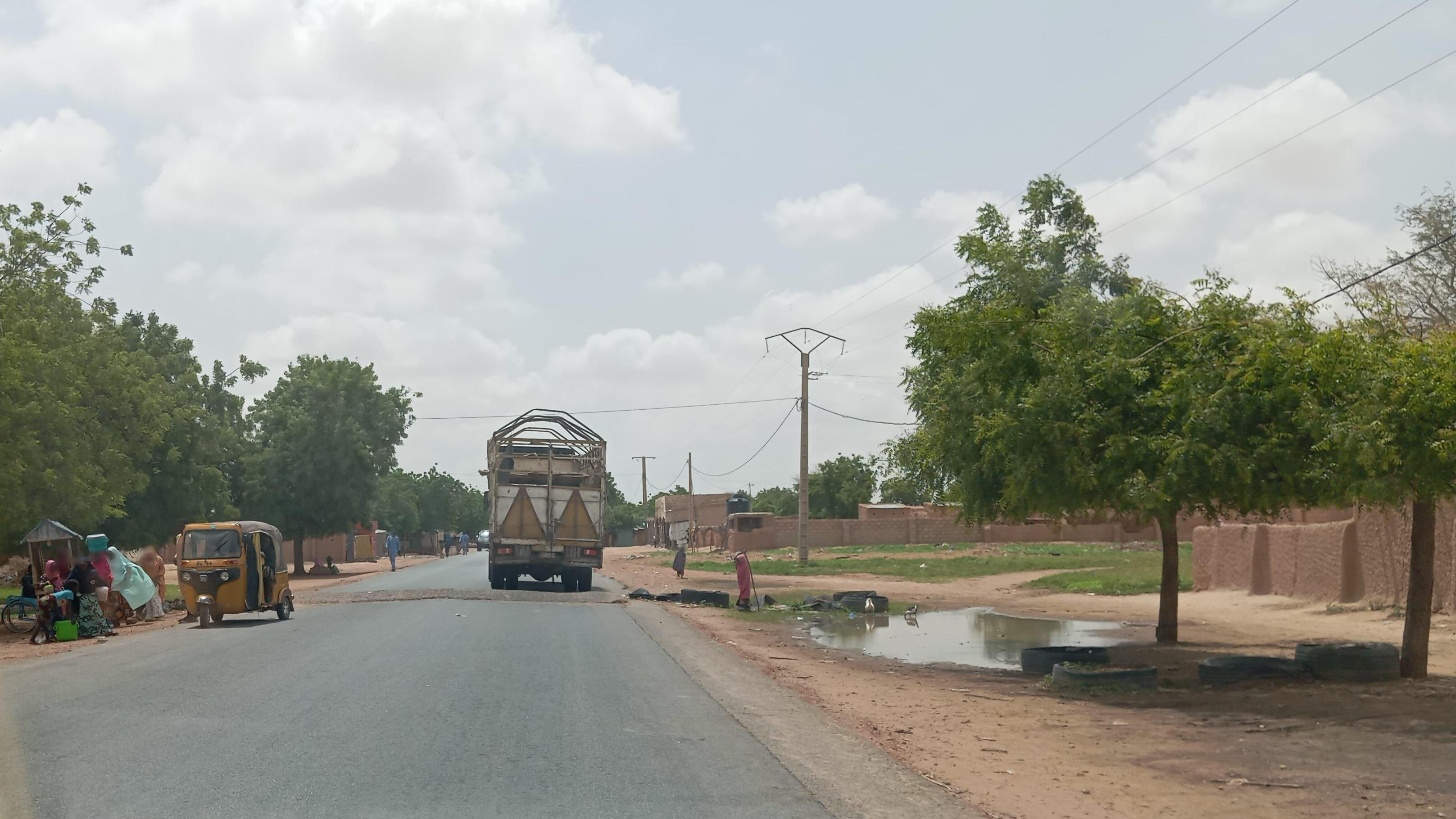
Nationalstraße 1 in Gadambo (2024)

Das von einem traditionellen Ortsvorsteher (chef traditionnel) geleitete Dorf befindet sich rund fünf Kilometer südöstlich des Hauptorts Saé Saboua der gleichnamigen Landgemeinde, die zum Departement Guidan Roumdji in der Region Maradi gehört. Weitere Siedlungen in der Umgebung von Gadambo sind Tchadoua im Osten und Tchizon Kourégué im Süden.
Gadambo ist Teil der Übergangszone zwischen Sahel und Sudan. Die durchschnittliche jährliche Niederschlagsmenge beträgt hier zwischen 400 und 500 mm.

## Bevölkerung
Bei der Volkszählung 2012 hatte Gadambo 1593 Einwohner, die in 189 Haushalten lebten. Bei der Volkszählung 2001 betrug die Einwohnerzahl 898 in 102 Haushalten und bei der Volkszählung 1988 belief sich die Einwohnerzahl auf 37 in 7 Haushalten.
Die Bevölkerungsdichte in diesem Gebiet ist für nigrische Verhältnisse hoch.

## Wirtschaft und Infrastruktur
Durch Gadambo führt die asphaltierte Nationalstraße 1, die längste Fernstraße Nigers. Im Ort zweigt die 3,35 Kilometer lange Route 446 ins Nachbardorf Tchizon Kourégué ab. Das Gebiet der Ebenen im südlichen Teil der Region Maradi, in dem Gadambo liegt, ist von einer anhaltenden Degradation der ackerbaulichen Flächen gekennzeichnet, die mit der hohen Bevölkerungsdichte in Zusammenhang steht. Es gibt eine Schule im Dorf.